# Murata Seisakusho

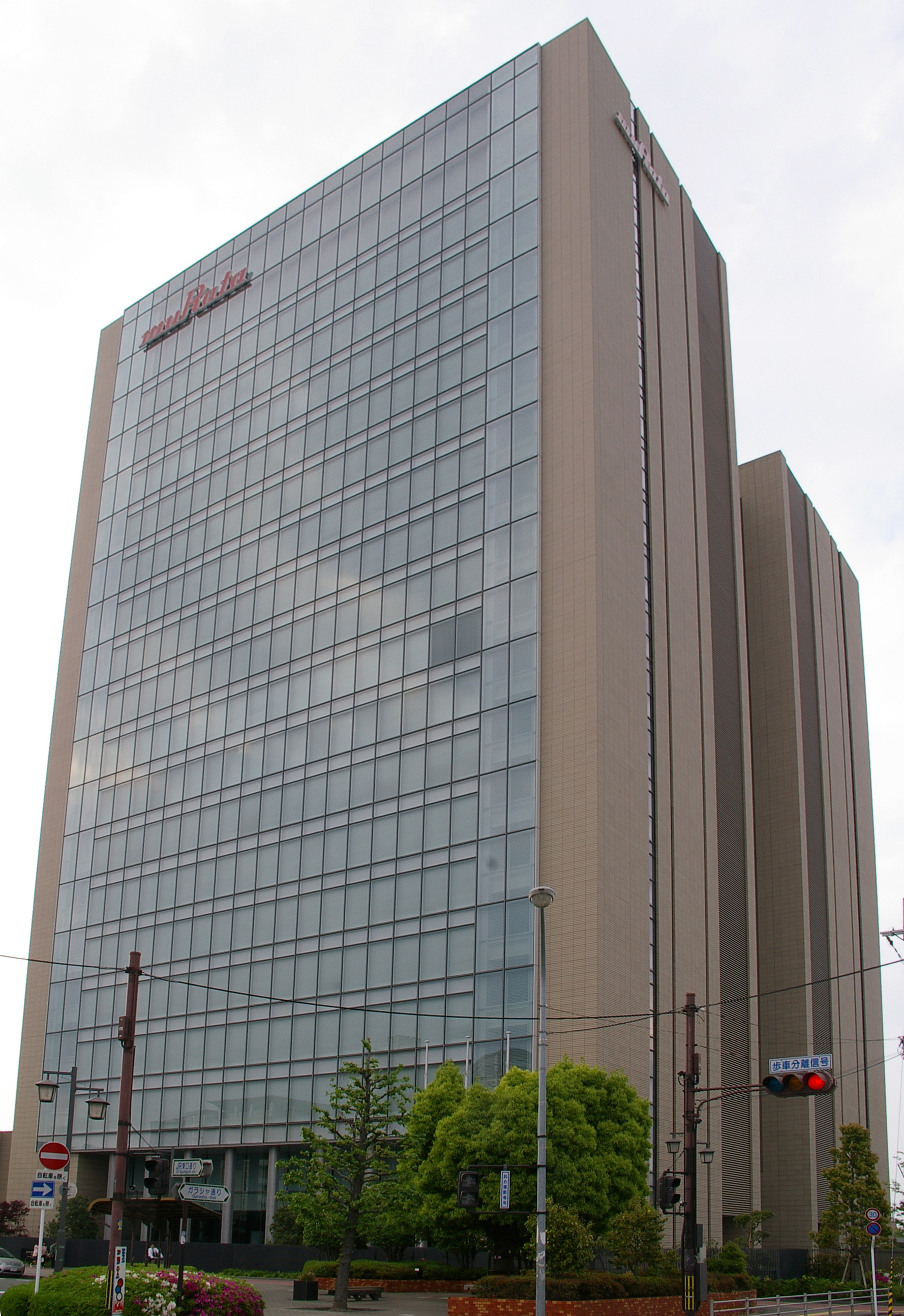
Murata Hauptsitz, Japan, Nagaokakyo

K.K. Murata Seisakusho (jap. 株式会社村田製作所, Kabushiki-gaisha Murata seisakusho, dt. „Murata-Werk“, engl. Murata Manufacturing Co., Ltd.) ist einer der größten Hersteller elektronischer Bauteile der Welt. Das Unternehmen wurde im Oktober 1944 von Murata Akira (1921–2006) gegründet und hatte im Jahr 2016 weltweit etwa 55.000 Mitarbeiter.

## Produkte
Murata stellt elektrische und elektronische Bauelemente her: Widerstände, Kondensatoren (auch Keramikkondensatoren), Spulen, Filter, Sensoren, Thermistoren, wie auch fertige Baugruppenmodule wie Funkmodule für Bluetooth oder WiFi und Spannungswandler (DC/DC-Wandler).
Im Bereich von Oberflächenwellenfiltern (SAW-Filtern) hat muRata Elektronik, nach eigenen Angaben, einen Marktanteil von 35 Prozent. Murata fertigt auch Komponenten für das iPhone und gehört zu Apples Stammlieferanten.
Des Weiteren gehören Knopfzellen und kleinere Li-Ionen-Akkus zur Produktpalette. Vom Jahr 2000 bis 2018 hatte Murata in der Batterietechnik 394 Patente angemeldet und gehört damit in diesem Bereich zu den führenden 20 Patentanmeldern. 2017 hat Murata für 153 Mio. Euro die Akku-Sparte von Sony übernommen.
Neben Gesundheitsprodukten („Healthcare“) ist ein weiterer Bereich die Automotivesparte. In Japan werden dabei auch Produkte umgesetzt, die die im Jahr 1981 gegründete deutsche Niederlassung entwickelt. Dabei hat das Unternehmen das Internet der Dinge im Blick.

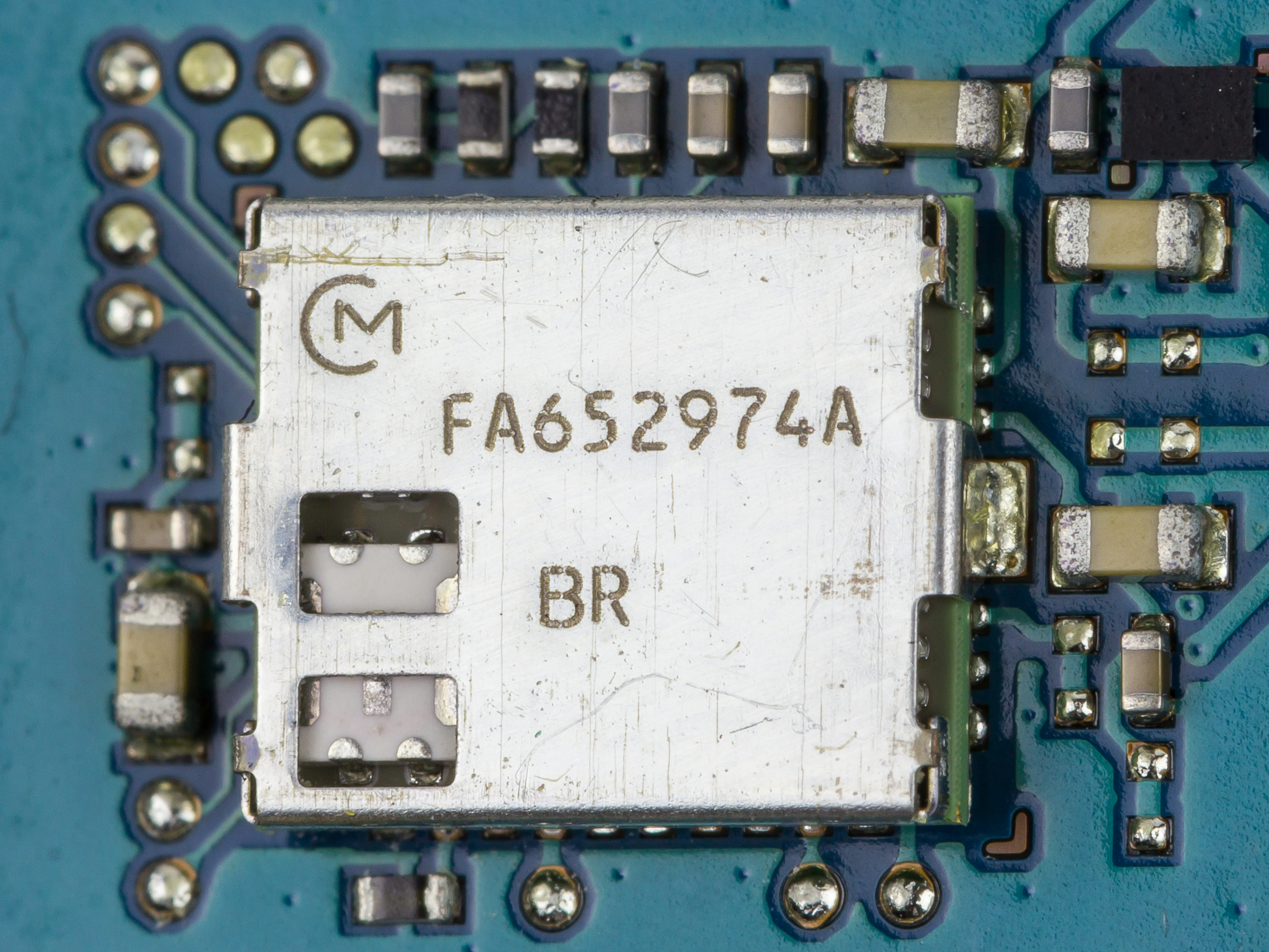
Murata-Schaltkreis, Nokia 6233 (2005)
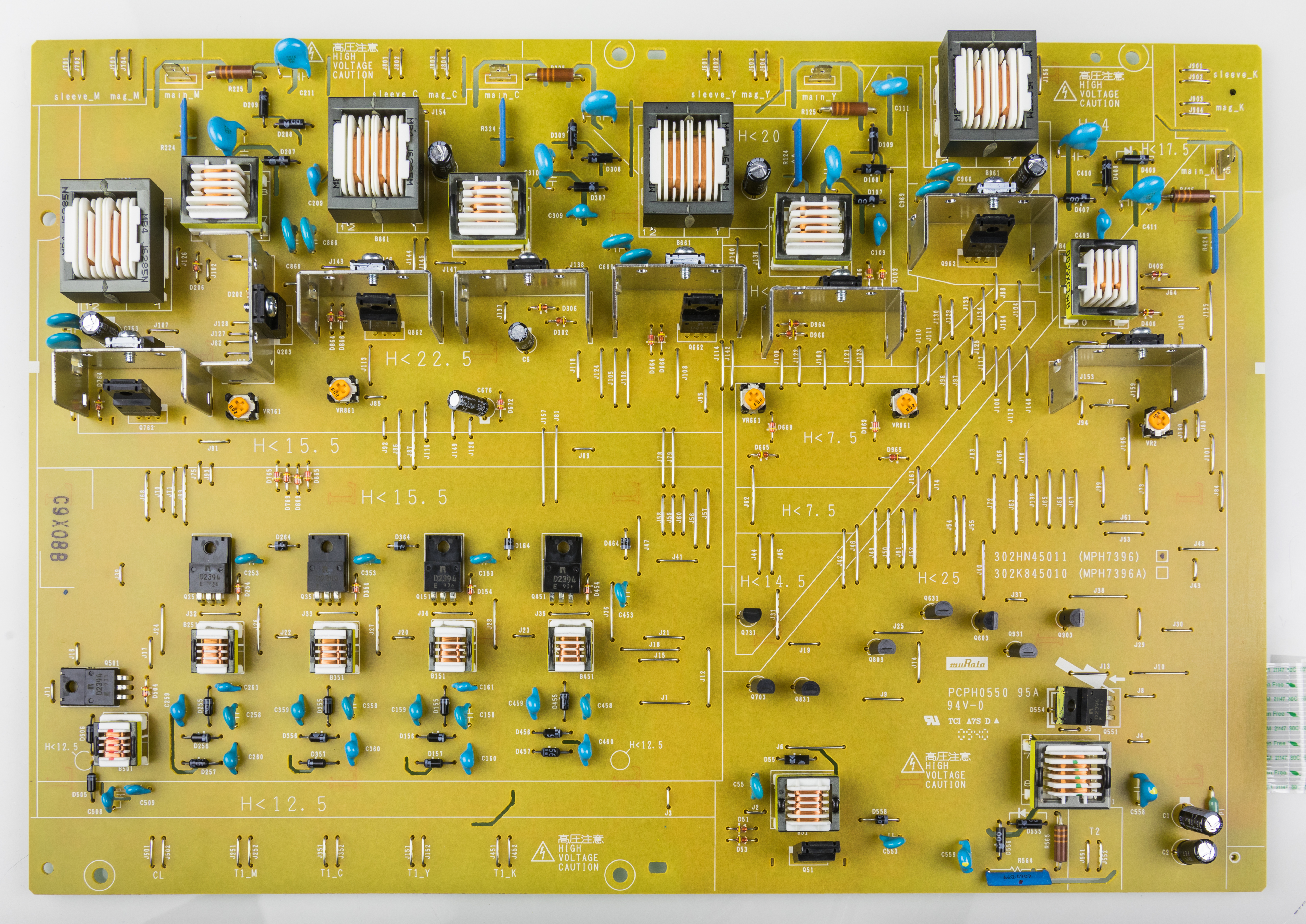
Murata-Leiterplatte für die Spannungsversorgung eines Kyocera Farbkopierers
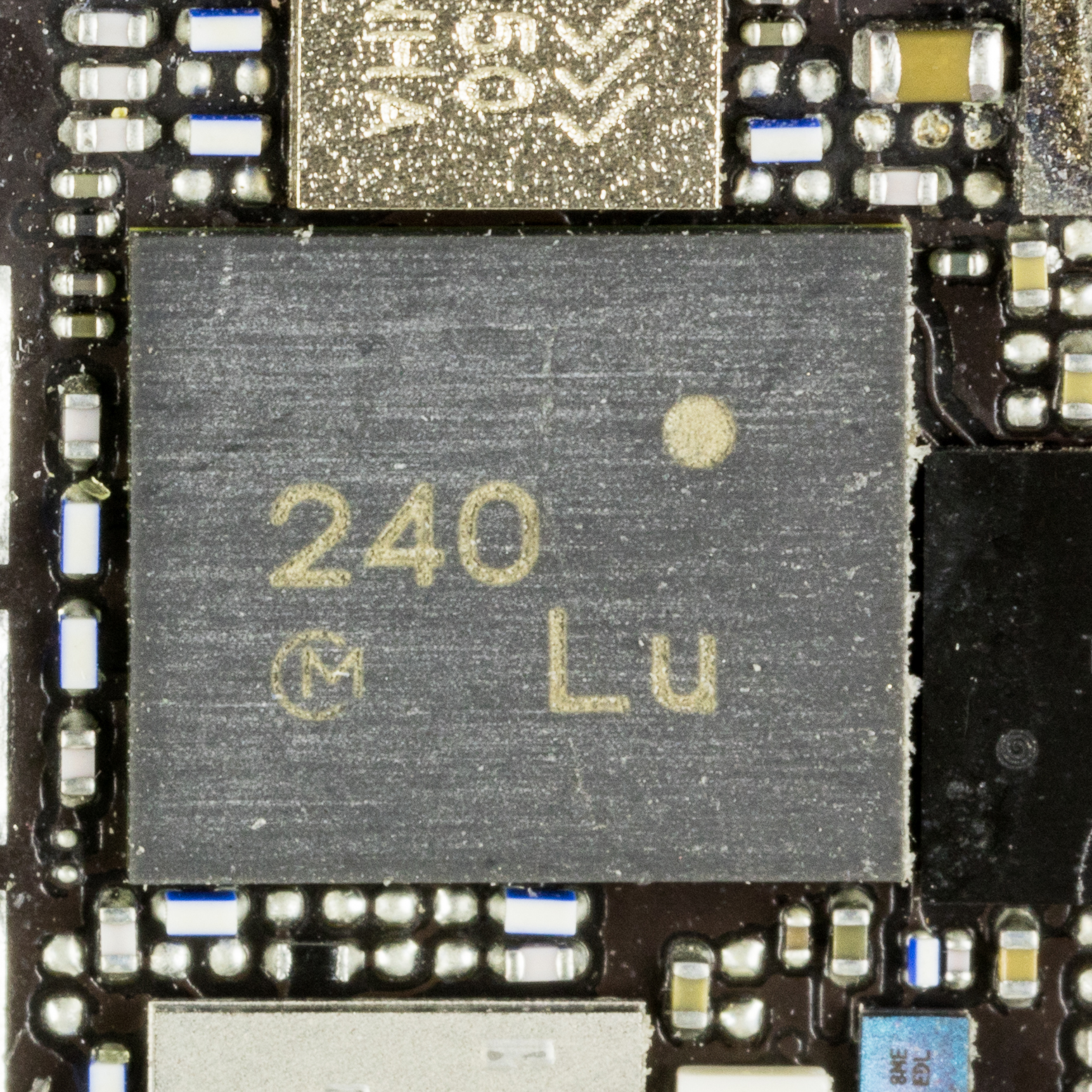
Murata-Schaltkreis, IPhone 6s (etwa 2015)

## Sonstiges

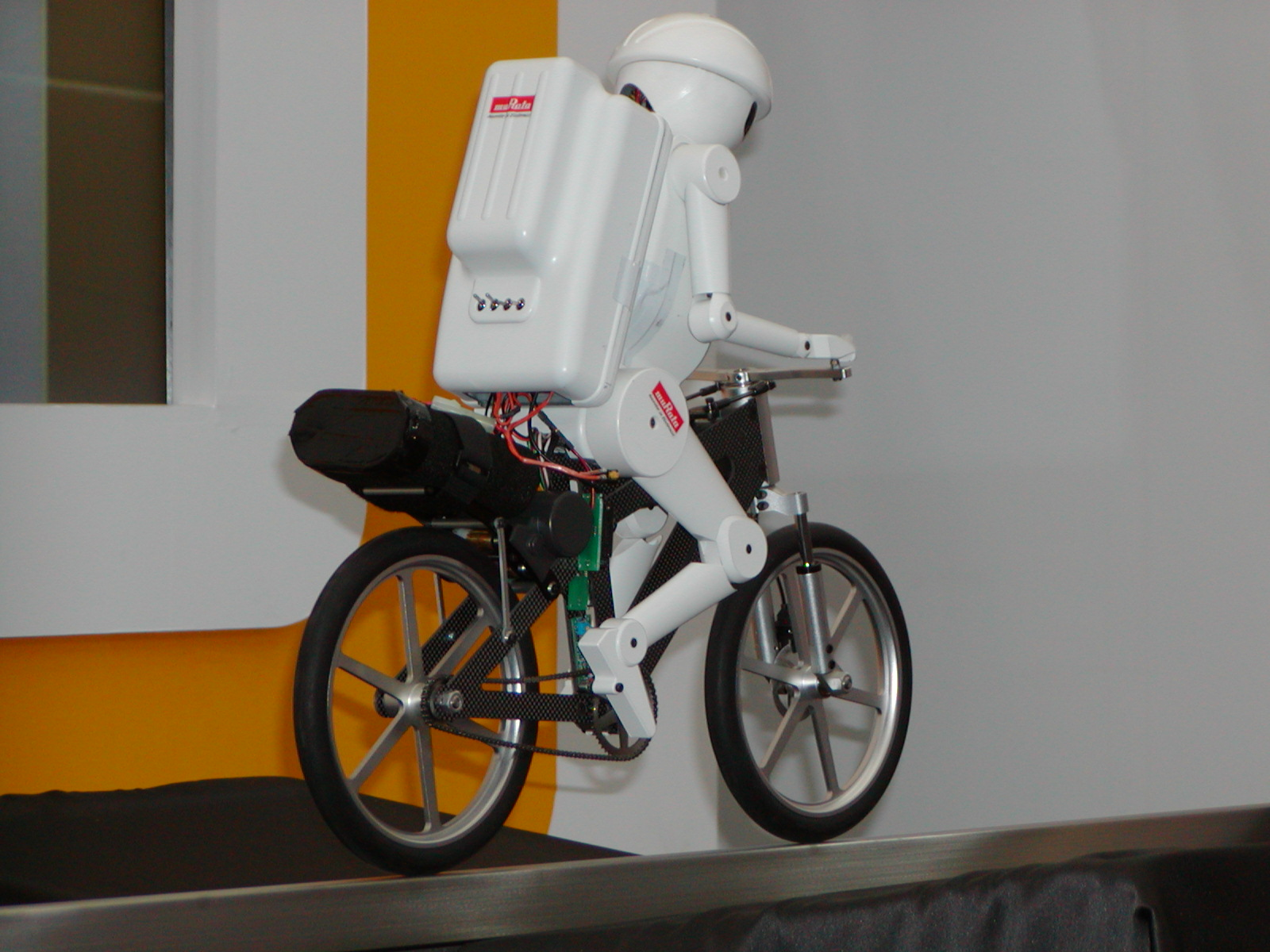
Murata boy, 2008

Zu Vorführzwecken entwickelte Murata seit 1991 Radroboter, die aus Murata-Komponenten bestehen und etwa 50 cm hoch sind: Eine Zweiradversion Murata Boy und eine Einradversion Murata Girl. Für die Gleichgewichtsfunktion wird ein Kreiselsensor verwendet. Die Akkus befinden sich im Rucksack der Figuren.